# Egitto ai Giochi della XVI Olimpiade
L'Egitto ha partecipato ai Giochi della XVI Olimpiade che si sono svolti a Stoccolma dall'11 al 17 giugno dello stesso anno (solo per gli eventi equestri) 
con una delegazione di 3 atleti,
senza aggiudicarsi medaglie.